# Lacaton et Vassal
Lacaton & Vassal Architectes är en fransk arkitektbyrå.
Lacaton & Vassal bildades 1987 av Anne Lacaton och Jean-Philippe Vassal. Den har sitt kontor i Paris i Frankrike.
Anne Lacaton och Jean.Pierre Vassal fick tillsammans Schockpriset i visuell konst 2014.

## Verk i urval
- Maison de la culture du Japon vid Quai Branly i Paris, 1990
- Maison Latapie i Floriac, 1993
- Musée archeologique de Saintes, 1995
- Place Auroc i Bordeaux, 1996
- Café Una i Arkitekturzentrum i Wien i Österrike, 2001
- École d'architecture de Nantes, 2009
- Université Pierre-Mendès-France, UFR arts et sciences humaines i Grenoble, 1995 och 2001
- Pole universitaire de sciences de gestion i Bordeaux, 2006